# Gilibelemnon octodentatum
Gilibelemnon octodentatum är en korallart som beskrevs av Lopez Gonzalez och Williams 2002. Gilibelemnon octodentatum ingår i släktet Gilibelemnon och familjen Stachyptilidae.
Artens utbredningsområde är Södra Ishavet. Inga underarter finns listade i Catalogue of Life.